# Pasir Mbelang
Pasir Mbelang is een bestuurslaag in het regentschap Dairi van de provincie Noord-Sumatra, Indonesië. Pasir Mbelang telt 902 inwoners (volkstelling 2010).